# Infamous: Festival of Blood
inFamous: Festival of Blood — компьютерная игра в жанре action-adventure, разработанная компанией Sucker Punch Productions и изданная Sony Computer Entertainment. Вышла эксклюзивно для системы PlayStation 3 и распространяется путём цифровой дистрибуции с помощью PlayStation Network. inFamous: Festival of Blood является самостоятельным дополнением к игре inFamous 2 и не требует её наличия.

## Игровой процесс
Баланс игры был полностью переработан для соответствия Хеллоуинскому антуражу. Оригинальный набор «проводниковых» способностей из Infamous 2 был убран (кроме стрельбы обычными молниями), однако добавили такие способности как «вампирский полет», питание кровью, вампирское чутьё и многое другое. Разрядник Коула заменен на кол в виде серебряного креста, а система кармы упразднена вовсе.

## Сюжет
События игры являются вымышленными, хотя по времени они приходятся на сюжетную линию inFamous 2.
Одной ночью в баре Зик пытается флиртовать с женщиной по имени Кэт, которой он сам был не интересен. Однако, стоило Зику упомянуть, что является другом Коула, как тут же приковывает к себе интерес Кэт. Взяв инициативу в свои руки, Зик рассказывает ей историю, что якобы приключилась с ними, когда они были в Нью-Маре…
Со слов Зика, в городе проходила «Ночь Больших Костров» — местный фестиваль по случаю Хэллоуина. Коул во время дежурства по городу натыкается на старый заброшенный собор, где много раненных людей. Герой лечит пострадавших своими способностями, но один из них оказывается вампиром и вырубает его. Коул приходит в себя в тайном капище местных вампиров, где его собираются принести в жертву местному матриарху вампиров — Кровавой Мэри. Вампиры поят её кровью Коула, и она, вернув себе жизнь, кусает героя. Коул сумел бежать, но на выходе из катакомб понимает, что и сам начал становиться вампиром: у него отрасли длинные клыки и новые способности, появился неестественный голод и желание пить человеческую кровь, и довольно часто он стал слышать в своей голове голос Кровавой Мэри.
Коул обращается за помощью к Зику, и тот советует ему поинтересоваться местной историей о вампирах. На улице Коул смотрит постановочный спектакль: пару веков назад, когда Нью-Маре был ещё молодым городом, его наводнили вампиры, но местный пастырь — преподобный Игнатий — собрал людей на борьбу с ними, а их предводителя — Мэри — победил с помощью тернового креста, однако Мэри пообещала вернуться из мёртвых и отомстить. Коул идёт на кладбище к могиле Игнатия в надежде найти крест у него, но его захоронение уже разграбили приспешники Мэри. В погоне за ними Коул спускается в катакомбы и обнаруживает там огромные запасы белого фосфора, которыми Мэри планирует сжечь город в качестве мести за свою смерть.
Также Коул находит и то самое капище, где его обратили в вампира. Креста там не оказывается тоже, но Коул находит старые записи о прошлом Мэри: когда-то она была гувернанткой в одном из благородных домов в Европе, но в её городе произошла эпидемия оспы; девушка была при смерти, но её тайный возлюбленный, оказавшийся вампиром, решил спасти ей жизнь, обратив в подобную себе. Игнатий, тогда ещё молодой священник местной церкви, выхаживавший Мэри во время болезни, хотел спасти её душу, убив того вампира, но опоздал — к тому времени прошли уже сутки, и Мэри стала самостоятельным вампиром. Спасаясь от её гнева, Игнатий бежал в Америку, но она нашла его и там. Преподобному ничего не оставалось, кроме как дать ей бой и упокоить с миром, но вместо этого лишь погрузил Мэри в спячку.
С Коулом связывается Зик и говорит, что понял, где Мэри прячет крест — один из её подручных слоняется по району Красных Фонарей, из-за чего за ним трудно уследить. Отобрав у вампира крест, Коул вызывает Мэри на бой и загоняет в катакомбы под городом, куда Зик уже доставил найденные запасы фосфора, чтобы убить Мэри с её стаей одним ударом. Коул побеждает Мэри, но к тому времени уже настаёт рассвет, и Коул медленно сгорает под первыми лучами солнца. Зик подрывает фосфор, чем убивает Мэри и спасает друга от проклятья.
В эпилоге Кэт с иронией уточняет правдивость истории, но Зик сознаётся, что «правдива она лишь отчасти». В бар заходит Коул и просит Зика о помощи, но Кэт начинает флиртовать с героем. Напоследок, Кэт показывает свой вампирский оскал, чем пугает Зика.

## Отзывы
| Сводный рейтинг | Сводный рейтинг |
| Агрегатор       | Оценка          |
| --------------- | --------------- |
| GameRankings    | 79,71 %         |

Игра получила множество положительных отзывов после своего выхода. На Metacritic, она получила 77/100, отзывы в целом были благоприятные. На GameRankings, игра получила 79,14 %.
По состоянию на 19 ноября 2011 года, игра лидировала по загрузке через онлайн-сервис PlayStation Network, но позднее спустилась на одну строчку и стала номером два в списке самых загружаемых игр за ноябрь 2011 года. Согласно PlayStation Blog, Festival of Blood была самой быстро продаваемой цифровым способом игрой для PlayStation 3 запущенной за всё время в PlayStation Network, по состоянию на декабрь 2011 года. Позже этот рекорд был побит и самой продаваемой игрой в PlayStation Store стала Journey.